# Cynoglossus senegalensis
Cynoglossus senegalensis és un peix teleosti de la família dels cinoglòssids i de l'ordre dels pleuronectiformes que es troba des de les costes de Mauritània fins a les d'Angola.